# Piotr Schmidt
Pour les articles homonymes, voir Schmidt.
Piotr Petrovitch Schmidt (en russe : Пётр Петрович Шмидт) né le 17 février (vieux style : 5 février) 1867 et mort le 19 mars (6 mars) 1906, fut un officier de marine russe et un des dirigeants de la révolte de la Flotte de la mer Noire, à Sébastopol, pendant la révolution russe de 1905.

## Avant la révolution de 1905
Piotr Petrovitch Schmidt est né en 1867 à Odessa, dans la famille d'un officier de marine de lointaine origine allemande. Son père, également nommé Piotr Petrovitch Schmidt, prit part à la défense de Sébastopol pendant le siège de la ville en 1854. Sa mère, Iekaterina Iakovlevna Schmidt (née von Wagner), était d'origine allemande. Schmidt passa son enfance à Berdiansk, où son père avait été nommé maire. En 1883, Piotr Schmidt entra dans le corps des officiers de marine de Saint-Pétersbourg, puis s'engagea dans la Marine impériale russe. Il donna sa démission en 1888 et épousa Dominika Gavrilovna Pavlova. Après la naissance d'un garçon, Ievgueni en 1889, la famille s'installa à Taganrog, où Alexander Nentzel, le directeur de la Banque commerciale Azov-Don, lui offrit un poste de comptable. En 1893, Schmidt quitta Taganrog et s'engagea à nouveau dans la Marine impériale russe.

## La révolte de la Flotte de la mer Noire
Le soulèvement de la flotte de la mer Noire est un épisode de la Révolution russe de 1905. Le capitaine de corvette Piotr Schmidt commandait le destroyer Numéro 253 de la Marine impériale. Le 1er octobre 1905, il prononça un discours lors du meeting de Sébastopol, en exhortant les citoyens à défendre leurs droits et exigea des autorités la libération des prisonniers politiques. Les participants du meeting se dirigèrent ensuite vers la prison de la ville, où ils firent face au feu d'armes automatiques. Au cours des jours suivants, Piotr Schmidt fit un discours à la session extraordinaire du conseil municipal de Sébastopol et au cimetière, au cours de la cérémonie des funérailles, où il fut arrêté. Il fut conduit au cuirassé Tri Sviatitelia, ce qui déclencha un mouvement de protestation obligeant les autorités à le libérer. Le 7 novembre 1905, Piotr Schmidt fut mis à la retraite d'office avec le grade de commandant de bord (2 капитан ранга).
Le 26 novembre 1905, une mutinerie éclata à bord du croiseur Otchakov, dont tous les officiers furent expulsés. Le capitaine de corvette Schmidt, qui n'était pas membre du Parti ouvrier social-démocrate de Russie, fut néanmoins invité à prendre le commandement des navires révoltés, y compris le poseur de mines Griden, la canonnière Oussouriets, les destroyers Zavetniy, Zorkiy, Svirepiy, 265, 268, 270, le navire-école Dniestr et le transporteur de mines Boug. Le même jour, le soviet de députés de marins et de soldats prit la décision d'étendre la mutinerie à toute la flotte de la mer Noire et de nommer l'officier de marine Piotr Schmidt commandant de la flotte. Le 28 novembre 1905, Piotr Schmidt arriva à bord du croiseur Otchakov qui arborait le drapeau rouge et le signal de commandant de la flotte. Le cuirassé Panteleimon rejoignit la révolte. Les forces révolutionnaires comprenaient environ 10 000 hommes contre 8 200 pour les forces gouvernementales. Schmidt adressa un télégramme à Nicolas II :

« La glorieuse Flotte de la mer Noire, remplissant un devoir sacré envers le peuple, exige que Votre Majesté convoque immédiatement une réunion de l'Assemblée constituante [Учредительное собрание], et n'obéisse plus aux ordres de Vos ministres. Le commandant de la Flotte P. Schmidt. »

Le commandant des forces impériales russes, le général Meller-Zakomelsky, lança un ultimatum exigeant la capitulation immédiate des rebelles, mais il n'y eut pas de réponse. Trois heures après l'expiration de l'ultimatum, les forces gouvernementales ouvrirent le feu sur les navires et les casernes tenus par les rebelles. En 90 minutes, l'escadre révolutionnaire fut défaite par les navires fidèles au gouvernement, conduits par le cuirassé Rostislav. Piotr Schmidt et son fils, âgé de 16 ans, furent capturés ainsi que tous les survivants. Le lendemain, les forces gouvernementales appuyées par l'artillerie s'emparèrent des casernes des rebelles.

## Suites
Le procès de Piotr Schmidt et des autres chefs de la révolte eut lieu à huis clos en février 1906, dans une petite forteresse de l'île Tendra, près de Sébastopol. Ils furent condamnés à mort. Piotr Schmidt fut exécuté le 19 mars 1906 sur l'île de Berezan par un peloton d'exécution pris dans l'équipage de la canonnière Terets.
En 1922, des agents de la Tchéka arrêtèrent par hasard Mikhaïl Stavraki, le commandant de la canonnière, en possession de cinq faux passeports et de vieux billets de banque. Le procès de Mikhaïl Stavraki, un camarade de classe de Schmidt au Corps naval de Saint-Pétersbourg, eut lieu le 1er avril 1923 à Sébastopol, alors que la plupart des témoins et des participants aux événements de 1905 étaient encore en vie. Le 3 avril 1923, le Conseil militaire de la Cour suprême de l'URSS condamna Stavraki à être fusillé.
En 1918, le pont Nicolas sur la Neva, à Saint-Pétersbourg, fut renommé « pont du lieutenant Schmidt ». En 2007, après des travaux de reconstruction, le pont fut rebaptisé pont de l'Annonciation, nom qu'il porta de 1850 à 1855. En 1924, un pêcheur découvrit les restes de Schmidt et des autres révolutionnaires fusillés en 1906. Ils furent enterrés à Sébastopol et dans les années 1960 une stèle de 50 mètres de haut fut érigée sur l'île Berezan. Après la guerre civile russe, pratiquement toutes les villes soviétiques eurent une rue portant le nom de Piotr Schmidt. Le torpilleur Svirepy, construit en 1899, fut renommé Lieutenant Schmidt. Il fut retiré du service en 1927.

## Source
- (en) Cet article est partiellement ou en totalité issu de l’article de Wikipédia en anglais intitulé « Pyotr Schmidt » (voir la liste des auteurs).